# Referèndum constitucional de Ruanda de 2015
El referèndum constitucional de Ruanda de 2015 es va celebrar a Ruanda el 18 de desembre de 2015. Els ruandesos que viuen a l'estranger van votar el 17 de desembre. Les esmenes a la Constitució de Ruanda permetrien al president Paul Kagame presentar-se per un tercer mandat en 2017, així com l'escurçament dels mandats presidencials de set a cinc anys, tot i que aquest últim canvi no entraria en vigor fins al 2024. Van ser aprovades per al voltant del 98% dels votants.

## Antecedents
Una petició demanant l'esmena de l'article 101 de la constitució (que imposa límits de mandat presidencial) va obtenir més de 3,7 milions de signatures, equivalent a més del 60% dels votants registrats a Ruanda. Les esmenes constitucionals van ser aprovades pel Senat al novembre de 2015. Si s'aprovava, permetrien que Kagame es presentés a dos més termes en el càrrec després de 2024, potencialment li permetrien mantenir-se en el poder fins al 2034. L'opositor Partit Verd Democràtic de Ruanda va intentar bloquejar els canvis, però van veure com la seva proposta era rebutjada al Tribunal. La Unió Europea i els Estats Units van criticar les propostes, afirmant que "soscavaven els principis democràtics". En resposta, Kagame va criticar als altres països per interferir en assumptes interns.

## Resultats
| Elecció                                         | Vots      | %    |
| ----------------------------------------------- | --------- | ---- |
| A favor                                         | 6.157.922 | 98,3 |
| En contra                                       | 105.260   | 1,7  |
| Vots nuls/en blanc                              | 22.171    | –    |
| Total                                           | 6.285.353 | 100  |
| Votants registrats/participació                 | 6.392.867 | 98,3 |
| Font: NEC Arxivat 2018-05-16 a Wayback Machine. |           |      |